# 慕容彪
慕容彪（？—？），一作慕容彭，昌黎郡棘城县（今辽宁省锦州市义县西北）人，追尊燕武宣帝慕容廆之子，前燕宗室、官员。

## 生平
建元二年（344年），慕容皝攻克宇文部都城紫蒙川，宇文部首领宇文逸豆归逃走，慕容皝把南罗城改名为威德城，让弟弟慕容彪镇守，然后班师回国。赵王石虎派使右将军白胜、并州刺史王霸自甘松出兵救援宇文部，赵军还没到，宇文部已经灭亡，赵军因此进攻威德城，没能攻克而回军，慕容彪追击赵军，将他们击败。
卫将军慕容恪、抚军将军慕容军、左将军慕容彪等人屡举给事黄门侍郎慕容霸（慕容皝第五子）。353年，前燕皇帝慕容儁任命慕容霸为使持节、安东将军、北冀州刺史、镇守常山。
354年四月，慕容儁封左將軍慕容彪為武昌王。